# Чезе Сан Мано (Беневенто)
Чезе Сан Мано је насеље у Италији у округу Беневенто, региону Кампанија.
Према процени из 2011. у насељу је живело 499 становника. Насеље се налази на надморској висини од 130 м.